# 1. ŽNL Međimurska
1. ŽNL Međimurska je 6. stupanj nogometnih natjecanja u Hrvatskoj. U ovoj ligi prvoplasirani klub prelazi u viši rang – Međimursku Premier ligu, a posljednji ispada u 2. ŽNL Međimursku – Istok ili 2. ŽNL Međimursku – Zapad, ovisno o teritorijalnoj pripadnosti. Klubovi koji nastupaju u ovoj ligi su s područja Međimurske županije.